# Jan z Gliwic
Jan z Gliwic (zm. w 1428 we Wrocławiu) – śląski dominikanin i inkwizytor.
Urodził się prawdopodobnie około połowy XIV wieku w Gliwicach. Wstąpił do zakonu dominikanów i do 1397 był lektorem w konwencie dominikańskim we Wrocławiu. W 1397 prowincjał polskich dominikanów Andrzej Rusiniec mianował go inkwizytorem diecezji wrocławskiej. W 1404 nominację tę potwierdził i odnowił biskup wrocławski Wacław II legnicki. Funkcję tę Jan z Gliwic sprawował aż do śmierci w 1428. W latach 1409-1410 uzyskał od książąt Ruperta z Legnicy i Przemysława z Cieszyna rozporządzenia nakazujące urzędnikom świeckim wspieranie jego działalności inkwizytorskiej.
Jako inkwizytor przewodniczył w 1398 we Wrocławiu procesowi niejakiego Stefana, oskarżonego o sympatyzowanie z potępionymi jako heretyckie poglądami Jana Wiklefa. Proces zakończył się uznaniem Stefana za zatwardziałego heretyka i spaleniem go na stosie.